# Cheilotheca
Cheilotheca ist eine Gattung von Pflanzen aus der Familie der Heidekrautgewächse (Ericaceae). Die beiden Arten sind in Südasien beheimatet.

## Beschreibung
Cheilotheca sind chlorophylllose, myko-heterotrophe, krautige Pflanzen. Ihr Wurzelsystem ist eine lose Masse, die aus ihnen wachsende Spross- und Blütenstandsachse steht aufrecht und ist weiß bis violett. Die Blätter sind einfach.
Der Blütenstand ist ein- bis wenigblütig. Sie haben zwei bis fünf Kelchblätter, die Krone ist röhren- bis glockenförmig, die drei konkaven Kronblätter sind nicht miteinander verwachsen. Die sechs Staubblätter sind halb bis zwei Drittel so lang wie die Krone, die Staubbeutel sind entweder linealisch mit unverwachsenen, längs geschlitzten Theka oder verwachsen, hufeisenförmig und am Ende einfach geschlitzt. Der Griffel ist dauernd. 
Der Fruchtknoten ist sechsfächrig und weist parietale Plazentation auf. Die Frucht ist beerenartig.

## Verbreitung
Die Gattung findet sich in Südasien vom indischen Assam über die malaysische Halbinsel bis ins indonesische Sumatra in Höhenlagen zwischen 600 und 1500 Meter.

## Systematik
Die Gattung wurde 1876 durch Joseph Dalton Hooker erstbeschrieben. Ein Synonym ist Andresia Sleumer. Sie umfasst zwei Arten, darunter:
- Cheilotheca malayana Scort. ex Hook.f.: Sie wurde von der Malaiischen Halbinsel erstbeschrieben.

## Nachweise
- P. F. Stevens et al.: Ericaceae. In: Klaus Kubitzki (Hrsg.): The Families and Genera of Vascular Plants – Volume VI – Flowering Plants – Dicotyledons – Celastrales, Oxalidales, Rosales, Cornales, Ericales. Springer-Verlag, Berlin 2004, S. 167–168, ISBN 978-3-540-06512-8